# Dilip Dholakia
Dilip Dholakia (n. 12 de octubre de 1921 † f. 2 de enero del 2011), también era conocido como D. Dilip o 'Dilip Roy en películas del cine hindi, fue un cantante y compositor indio. Nacido y educado en Junagadh, fue introducido a la música  antes de dedicarse a tiempo completo a su familia. Comenzó su carrera como cantante, asistió a una reunión de compositores del Bollywood para el cine Gujarati entre 1960 y 1970. También grabó ocho temas musicales en hindi, así para once películas Gujarati.

## Biografía
Dilip Dholakia nació el 15 de octubre de 1921 en Junagadh. Cuando tenía siete años, solía acompañar a su padre y a su abuelo Manishankar Bhogilal Dholakia a Swaminarayan, un templo en Junagadh, donde solían cantar música bhajans y tocar instrumentos musicales. Fue educado en Bahadur Khanji High School y Bahauddin College. Se formó en canto clásico por Pandurang Amberkar, un discípulo de Amanat Ali Khan.

## Carrera
Inicialmente trabajó como oficinista y contador durante dos años en el Departamento del Interior del Estado de Bombay. Trabajó en el mismo edificio que también fue ocupada por All India Radio (AIR), instalándose allí las oficinas. Fue seleccionado después como artista de AIR.
Se le ofreció por el hermano de Khemchand Prakash Ratanlal, a cantar temas musicales en hindi para una película titulada Kismatwala (1944). Interpretó tres canciones para la película 'Gori Chalo Na Sina Ubharke ..' y después para otra titulada 'Dekho Hamse Na Ankhe Ladaya Karo ..'. Interpretó una canción en coro titulada "Thukra Rahi Hai Duniya" para una película titulada "Bhanwara" (1944). En 1946 interpretó otra canción titulada 'Dukh Ki Es Nagri Mein Baba Koi Na Puchhe Baat', para la película una titulada "Laaj". En el estudio de HMV, le presentaron a Snehal Bhatkar, quien le ayudó a producir sus registros musicales con letras escritas por Venibhai Purohit. Estos registros fueron publicados por Bhint Fadi Ne Piplo Ugyo y Aadha Aur Aadha Paani. En 1948 Avinash Vyas, le ofreció interpretar dos canciones a dúo para una película titulada "Sati Son". Más adelante asistió a Chitragupta e interpretó otra canción titulada "Bhakta Pundalik". Trabajó desde 1951 hasta 1972 y contribuyó para interpretar otros temas musicales para varias películas como Insaaf, Kismat, Jindagi Ke Mele, Bhabhi, Kali Topi Lal Rumal. He also assisted S. N. Tripathi.
Pronto empezó a componer temas musicales de forma independiente para el cine hindi y Gujarati y eligió su otro nombre artístico como D. Dilip, como su nueva identidad. Compuso temas musicales para varias películas en hindi como  Bhaktamahima (1960), Saugandh(1961), Baghdad Ki Raaten (1962), Teen Ustad (1961) and Private Secretary (1962), Dagabaaz (1970), Veer Ghatotkach (1970) y Mata Vaishnavi Devi. En algunas películas, se le acreditó como Dilip Roy. También compuso temas musicales para una película titulada Bhojpuri Daku Rani Ganga (1977). 

## Vida personal
Estaba casado con Dhrumanben y tenía dos hijos, Kandarp y Rajat. Rajat Dholakia, es también cantante y compositor.

## Discografía

### Asistencia musical
- Dost Garibon Ka (1989)
- Jaanoo (1985)
- Teesri Aankh (1982)
- Chunaoti (1980)
- Sargam (1979)
- Naya Din Nai Raat (1974)
- Pyar Ka Sapna (1969)
- Aulad (1968)
- Oonche Log (1965)
- Maain Bhi Ladki Hun (1964)
- Ganga Ki Lahren (1964)
- Burmah Road (1962)
- Shaadi (1962)
- Tel Malish Boot Polish (1961)
- Maa Baap (1960)
- Patang (1960)
- Barkha (1959)
- Guest House (1959)
- Kavi Kalidas (1959)
- Zimbo (1958)

### Hindi
- Bhaktamahima (1960)
- Saugandh (1961)
- Baghdad Ki Raaten (1962)
- Teen Ustad (1961)
- Private Secretary (1962)
- Dagabaaz (1970)
- Veer Ghatotkach (1970)
- Mata Vaishnavi Devi

### Gujarati
- Satyawan Savitri
- Divadandi
- Mota Ghar Ni Dikri
- Kanku
- Sat Na Parkhe
- Snehbandhan
- Jalam Sang Jadeja

### Actuación
- Holiday in Bombay (1963)